# Chuck Mangione
Charles Frank Mangione (Rochester, Nueva York, 29 de noviembre de 1940-Rochester, 22 de julio de 2025), conocido como Chuck Mangione, fue un músico y compositor estadounidense. Era más identificado por su sencillo de jazz-pop "Feels So Good", publicado en 1977. Lanzó más de 30 discos desde la década de los 60. Su instrumento principal era el fliscorno.

## Biografía
Nació y creció en Rochester, Nueva York. Mangione y su hermano pianista Gap, dirigieron el grupo The Jazz Brothers, con el cual grabaron 3 discos con Riverside Records. Asistió a la Eastman School of Music de 1958 a 1963. Posteriormente se unió al grupo Art Blakey´s Jazz Messengers, ocupando el puesto de trompetista, siendo influenciado por grandes maestros como Clifford Brown, Kenny Dorham, Bill Hardman y Lee Morgan. Mangione fue director del Eastman Jazz ensamble de 1968 hasta 1969 y en 1970 regresó a grabar el álbum Friends and Love, grabado en concierto con la Rochester Philharmonic Orchestra y numerosos músicos invitados. Su cuarteto con el saxofonista Gerry Niewood fue un concierto de los más memorables y grabado en disco a principios de los años 1970.
La canción de Mangione Chase the Clouds Away fue utilizada durante los Juegos Olímpicos de 1976 y el tema Give It All You Got fue el tema de los Juegos Olímpicos de Invierno en 1980 en Lake Placid, Nueva York. Ha tocado en vivo en grandes ceremonias transmitidas por la televisión a nivel mundial. En 1980 la publicación Current Biography nombró a Feels So Good como la melodía más reconocida desde Michelle de The Beatles. Recientemente las estaciones de radio que transmiten jazz en los Estados Unidos han reconocido a Feels So Good de Mangione como la canción número uno de todos los tiempos. Recolectó cerca de $50.000 dólares para la Iglesia de St. John's Nursing Home en su 60 Aniversario llevado a cabo en el teatro Estman en Rochester, Nueva York.
También ha tenido un rol recurrente en la serie de televisión animada del canal Fox llamada King of the Hill, caracterizándose a sí mismo como una celebridad para Mega Lo Mart. El primer episodio de King of the Hill caracteriza a Chuck Mangione y fue lanzado durante el día de San Valentín en 1998. El episodio trata de una grabación lanzada especialmente para celebrar la ocasión. Chuck Mangione hasta ahora sigue en algunos conciertos que ha realizado por todo el mundo.
En 1978 también compone la melodía de la película Los hijos de Sánchez y entre sus composiciones esta Belavia que se la compone a su madre.
Desde la llegada del color en el Canal Monte Carlo Televisión de Uruguay, su música, "Give it All You Got", identificó el cierre de transmisiones, con la voz de Carlos Giacosa, hasta 1988, traduciéndose y adaptándose el guion del Locutor carioca Dirceu Paes Rabello al cierre de transmisiones de la Rede Globo, adoptado el 9 de marzo de 1976.

## Discografía
- The Jazz Brothers (Original Jazz Classics, 1960)
- Hey Baby! (OJC/Riverside, 1961)
- Spring Fever (1961)
- Recuerdo (Jazzland, 1962)
- Friends and Love...A Chuck Mangione Concert (Mercury Records, 1970)
- Together: A New Chuck Mangione Concert (1971)
- Chuck Mangione Quartet (Mercury Records, 1972)
- Alive! (Mercury Records, 1972)
- Land of Make Believe (Mercury Records, 1973)
- Bellavia (A&M Records, 1975)
- Chase the Clouds Away (A&M Records, 1975)
- Encore (Mercury, 1975)
- Main Squeeze (A&M, 1976)
- Feels So Good (A&M, 1977)
- An Evening of Magic, Live at the Hollywood Bowl (Interscope Records, 1978)
- 70 Miles Young (A&M, 1978)
- Children of Sanchez (A&M, 1978)
- Fun and Games (A&M, 1979)
- Tarantella (A&M, 1980)
- Love Notes (Sony Music Distribution, 1982)
- Journey to a Rainbow (Columbia Records, 1983)
- Disguise (Columbia Records, 1984)
- Save Tonight for Me Columbia Records, 1986)
- Live at the Village Gate (Feels So Good Records, 1987)
- Eyes of the Veiled Temptress (Columbia, 1988)
- Encore: Mangione Concerts (Mercury, 1991)
- Live at the Village Gate, Vol. 2  (Pro-Arte Records, 1995)
- The Feeling's Back (Chesky Records, 1999)
- Everything for Love (Chesky, 2000)
- Do You Ever Think About Me (Columbia Records)
- Long Hair Soulful (Columbia)

Con Art Blakey
- Hold On, I'm Coming (Limelight, 1965)
- Buttercorn Lady (Limelight, 1966)